# Cherán
Cherán è una municipalità dello stato di Michoacán, nel Messico centrale, il cui capoluogo è la località omonima.
La municipalità conta 18.141 abitanti (2010) e ha un'estensione di 222,80 km².
Il nome della località significa luogo delle anatre.